# Хак, Абул Касем Фазлул
Абул Касем Фазлул Хак (бенг. আবুল কাশেম ফজলুল হক; 26 октября 1873, Барисал, Британская Индия — 27 апреля 1962, Дакка) — бенгальский государственный деятель и юрист, который стал первым премьер-министром Бенгалии, а затем был министром внутренних дел Пакистана. Одна из ключевых фигур в Пакистанском движении, широко известен тем, что представил Лахорскую резолюцию. Играл важную политическую роль в Британской Индии, а затем в Пакистане (включая Восточный Пакистан, современный Бангладеш) и занимал различные другие политические должности.

## Биография
Адвокат по профессии. В 1913 году впервые был избран в Законодательный совет Бенгалии от Дакки, где работал до 1934 года. Был членом Центрального Законодательного собрания в течение двух лет, с 1934 по 1936 год. С 1937 по 1947 год был избранным членом Законодательного собрания Бенгалии, где являлся премьер-министром и руководителем палаты в течение 6 лет. 
Абул Хак не признавал титулы и рыцарство, предоставленные правительством Британской империи. Был известен своим английским ораторским искусством во время выступлений в Законодательном собрании Бенгалии. Его электоратом являлись представители среднего класса Бенгалии и сельских общин. Он настаивал на земельной реформе и ограничении влияния заминдаров.
Был председателем Всеиндийской мусульманской лиги (1916—1921) и одновременно генеральным секретарём Индийского национального конгресса (1916—1918, затем был в комиссии ИНК по расследованию Амритсарской бойни). В 1929 году основал Всебенгальскую ассоциацию арендаторов, которая превратилась в политическую платформу под названием Крестьянская партия Бенгалии (с 1953 года Крестьянско-рабочая партия, Krishak Sramik Party), в том став частью Объединённого фронта оппозиционных партий Восточной Бенгалии после раздела Британской Индии. 
Занимал важные политические посты на субконтиненте, включая должности: министра образования Бенгалии (1924), мэра Калькутты (1935), премьер-министра Бенгалии (1937—1943), генерального прокурора Восточной Бенгалии (1947—1952), главного министра Восточной Бенгалии (1954), министра внутренних дел и просвещения Пакистана (1955—1956) и губернатора Восточного Пакистана (1956—1958). Свободно говорил на бенгальском и английском языках, урду, а также понимал арабский и персидский языки. 27 апреля 1962 года скончался в Дакке. Похоронен в Мавзолее трёх лидеров.